# Liolaemus puna
Liolaemus puna este o specie de șopârle din genul Liolaemus, familia Tropiduridae, descrisă de Lobo și Bernardo Espinoza în anul 2004. Conform Catalogue of Life specia Liolaemus puna nu are subspecii cunoscute.